# Новоукраинский комбинат хлебопродуктов
Новоукраинский комбинат хлебопродуктов (укр. Новоукраїнський комбінат хлібопродуктів) — предприятие пищевой промышленности в городе Новоукраинка Новоукраинского района Кировоградской области Украины.

## История
В 1894 году на правом берегу реки Чёрный Ташлык, в селении Павловск Елисаветградского уезда Херсонской губернии Российской империи была построена и начала работу паровая мельница В. З. Варшавского (старейший объект в составе комбината хлебопродуктов).
Развитие предприятий местной промышленности по переработке сельхозпродукции в Новоукраинке началось после того, как в 1923 году поселение стало районным центром. В дополнение к нескольким мельницам, здесь был открыт районный пункт «Заготзерно» и построен элеватор ёмкостью 100 тыс. пудов зерна. В ходе индустриализации 1930х годов элеватор был расширен, а паровую мельницу и склады пункта «Заготзерно» объединили в мельзавод № 3.
В ходе боевых действий Великой Отечественной войны и немецкой оккупации (5 августа 1941 — 17 марта 1944) город серьёзно пострадал, а мельзавод № 3 был взорван отступавшими гитлеровцами, но уже в 1944 году началось его восстановление.
В результате объединения восстановленного элеватора и мельницы в единое предприятие был создан Новоукраинский комбинат хлебопродуктов.
В 1962 году на КХП был введён в эксплуатацию универсальный комбикормовый завод.
В 1969 году за производственные достижения коллектив комбината был награждён переходящим Красным знаменем Совета министров УССР и республиканского совета профсоюзов, а также денежной премией.
В 1985 году на КХП был введён в эксплуатацию мощный крупяной завод, специализацией которого являлся выпуск зерновых хлопьев.
В целом, в советское время комбинат хлебопродуктов входил в число крупнейших предприятий города.
После провозглашения независимости Украины комбинат перешёл в ведение министерства сельского хозяйства и продовольствия Украины.
В марте 1995 года Верховная Рада Украины внесла комбинат в перечень предприятий, приватизация которых запрещена в связи с их общегосударственным значением.
После создания в августе 1996 года государственной акционерной компании «Хлеб Украины» комбинат стал дочерним предприятием ГАК «Хлеб Украины».
В 1999 году на крупяном заводе КХП был запущен цех по выпуску сухих завтраков, оснащённый с использованием технологий немецкой фирмы «HANNE», в 2000 году на КХП было освоено производство гречневой крупы.
После создания 11 августа 2010 года Государственной продовольственно-зерновой корпорации Украины комбинат был включён в состав предприятий ГПЗКУ.
По состоянию на 2011 год, Новоукраинский КХП являлся единственным предприятием ГПЗКУ, способным производить из овса овсяную крупу и овсяные хлопья.

## Современное состояние
Основными функциями предприятия являются хранение и переработка зерновых культур (пшеницы, кукурузы, ячменя, овса) и семян масличных культур (подсолнечника и рапса). Общая рабочая ёмкость КХП составляет 139,6 тыс. тонн (из них элеваторная — 76,1 тыс. тонн и складская — 63,5 тыс. тонн).
Перерабатывающие мощности крупяного завода КХП обеспечивают возможность производства 30,5 тыс. тонн зерна в год (суточная производительность — до 190 тонн), он выпускает свыше 20 видов крупяной продукции (крупы, смеси круп, зерновые хлопья и мюсли).